# Leptotyphlops kafubi
Espèce
Synonymes
- Glauconia kafubi Boulenger, 1919

Leptotyphlops kafubi est une espèce de serpents de la famille des Leptotyphlopidae.

## Répartition
Cette espèce se rencontre en Angola, en Zambie et en Congo-Kinshasa.

## Publication originale
- Boulenger, 1919 : Descriptions d’Ophidien et d'un Batracien nouveaux de Congo. Revue de zoologie africaine, Bruxelles, vol. 7, n. 2, p. 186-187 (texte intégral).